# Tatranský durič
Tatranský durič är en hundras från Slovakien. Den har sitt ursprung i exemplar av den andra slovakiska drivande hunden slovenský kopov med avvikande storlek och färg som korsats med släthåriga taxar och bayersk viltspårhund. Rasen erkändes nationellt av den slovakiska kennelklubben Slovenska Kynologicka Jednota (SKJ) 2016.